# PLDT, Inc.
PLDT, Inc. (voorheen bekend als: Philippine Long Distance Telephone Company tot 2016), is het grootste telecommunicatiebedrijf van de Filipijnen en een van de grootste bedrijven ter wereld. PLDT dat op 28 november 1928 werd opgericht is een van de ongeveer 30 bedrijven die is genoteerd aan de belangrijkste index van de Philippine Stock Exchange. Het bedrijf noteerde in 2005 een omzet van 125,7 miljard peso (ongeveer 1,63 miljard euro). In 2008 was het bedrijf het hoogste genoteerde Filipijnse bedrijf in de Forbes Global 2000.
Op april 2016 veranderde het bedrijf de naam van de Philippine Long Distance Telephone Company in PLDT, Inc.